# Expo 2030
Expo 2030 (arabsky: إكسبو 2030‎) bude světová výstava, která se bude konat v roce 2030 v Rijádu v Saúdské Arábii. Stejně jako u Expo 2020 v Dubaji se kvůli vysokým teplotám, které zde panují v letních měsících, bude konat od
1. října 2030 do 31. března 2031. Titul pořadatele udělil Rijádu Mezinárodní úřad pro výstavnictví 23. listopadu roku 2023 na zasedání v Paříži. Saúdská Arábie si vybralo téma „The Era of Change: Together for a Foresighted Tomorrow“, což znamená v překladu „Éra změny: Společně pro předvídavý zítřek“.

## Výběr pořadatele
Následující města podala žádost na BIO pro pořádání EXPO 2030:
- Moskva, Rusko
- Pusan, Jižní Korea
- Řím, Itálie
- Oděsa, Ukrajina
- Rijád, Saúdská Arábie

Dne 23. května 2022 předsedové Ruska oznámili, že kvůli invazi na Ukrajinu dobrovolně stahují svou nabídku pro pořádání. V červnu 2023 byla vyloučena nabídka Oděsy, kvůli trvající ruské invazi.
Členové výboru pak 28. listopadu 2023 na 173. zasedání Mezinárodního úřadu pro výstavnictví v Paříži zvolili pořadatelem Rijád v Saúdské Arábii.
| Město | Stát           | 1. kolo |
| Rijád | Saúdská Arábie | 119     |
| Pusan | Jižní Korea    | 29      |
| Řím   | Itálie         | 17      |